# Alfa Romeo Giulietta (1977)
|  | Denne artikel omhandler Alfa Romeo Giulietta fra 1977 til 1985. For andre bilmodeller med samme navn, se Alfa Romeo Giulietta. |
Alfa Romeo Giulietta var en baghjulstrukket, stor mellemklassebil bygget af Alfa Romeo mellem 1977 og 1985.
I den første tid fandtes modellen med to benzinmotorer på 1,3 og 1,6 liter med hhv. 90 og 107 hk. Programmet blev senere udvidet til også at omfatte benzinmotorer på op til 2,0 liter med op til 172 hk samt en turbodieselmotor på 2,0 liter med 81 hk.
Modellen fandtes kun som 4-dørs sedan, og blev i 1985 afløst af den ligeledes baghjulstrukne Alfa Romeo 75.
Giulietta konkurrerede med bl.a. Audi 80, BMW 3-serie, Saab 900 og Volvo 240.

## Tekniske specifikationer[1][2]
| Model           | Slagvolume cm³ | Max. effekt kW (hk) ved omdr./min. | Max. drejningsmoment Nm ved omdr./min. |
| --------------- | -------------- | ---------------------------------- | -------------------------------------- |
| 1.3             | 1357           | 66 (90) / 6000                     | 121 / 4500                             |
| 1.6             | 1570           | 79 (107) / 5600                    | 143 / 4300                             |
| 1.8             | 1779           | 90 (122) / 5300                    | 167 / 4000                             |
| 1.8 Groupe One  | 1779           | 105 (143) / 6100                   |                                        |
| 2.0             | 1962           | 95 (129) / 5400                    | 177 / 4000                             |
| 2.0 Turbodelta  | 1962           | 127 (172) / 5000                   | 283 / 3500                             |
| 2.0 Turbodiesel | 1995           | 60 (81) / 4300                     | 162 / 2300                             |